# La Celle-Condé
La Celle-Condé is een gemeente in het Franse departement Cher (regio Centre-Val de Loire) en telt 180 inwoners (1999). De plaats maakt deel uit van het arrondissement Saint-Amand-Montrond.

## Geografie
De oppervlakte van La Celle-Condé bedraagt 30,2 km², de bevolkingsdichtheid is 6,0 inwoners per km².
De onderstaande kaart toont de ligging van La Celle-Condé met de belangrijkste infrastructuur en aangrenzende gemeenten.

## Demografie
Onderstaande figuur toont het verloop van het inwonertal (bron: INSEE-tellingen).